# Kurarua concinna
Kurarua concinna là một loài bọ cánh cứng trong họ Cerambycidae.